# Jürgen Sidow
Jürgen Sidow (* 29. Mai 1927 in Zeitz) ist ein deutscher Schauspieler und Hörspielsprecher.

## Leben und Wirken
Seine Schauspielausbildung erhielt Jürgen Sidow in Darmstadt und Stuttgart. Nach Ende des Zweiten Weltkrieges hatte er zahlreiche Theaterengagements an namhaften deutschen Bühnen wie dem Deutschen Schauspielhaus in Hamburg (1949 und 1956–59 unter der Intendanz von Gustaf Gründgens), den Vereinigten Städtischen Bühnen Krefeld (1952–55), dem Deutschen Theater Göttingen (1959–66, Ensemblemitglied), dem Theater Ulm (1966–68), dem Nationaltheater Mannheim (1968/69), den Städtischen Bühnen Osnabrück (1972–76), dem Theater Konstanz (1976–83) und der Württembergische Landesbühne Esslingen (1983–85). Danach war er freiberuflich tätig und wirkte an den Schauspielbühnen Stuttgart (1985–90), am Zimmertheater Heidelberg oder an Schweizer Bühnen in Biel und Basel.
Zu Sidows Repertoire gehören Rollen in Shakespeares Viel Lärm um Nichts, Goethes Faust, Borcherts Draußen vor der Tür, Büchners Dantons Tod, Schillers Kabale und Liebe oder Lessings Minna von Barnhelm. Über Jahre arbeitete er mit Regisseuren wie Gustaf Gründgens, Heinz Hilpert und Heinrich Trimbur zusammen, inszenierte gelegentlich aber auch selbst.
Jürgen Sidow beteiligte sich zwischen 1950 und 1988 an diversen Hörspielproduktionen deutscher Rundfunkanstalten. Fernsehrollen hatte er in einigen Serien aus den 1960er und 1970er Jahren.
Jürgen Sidow ist der Sohn des Dramaturgen und Schriftstellers Max Sidow.

## Filmografie (Auswahl)
- 1965: John Klings Abenteuer (Fernsehserie, 1 Folge)
- 1966: Stahlnetz: Der fünfte Mann (Fernsehserie)
- 1968: Bürgerkrieg in Rußland (Fernsehserie, 1 Folge)
- 1970: Tage der Rache (Fernsehserie, 2 Folgen)

## Hörspiele (Auswahl)
- 1950: Christa Maria Piontek, Paul Hühnerfeld: Es war ein ungewöhnlich langer Tag – Regie: Fritz Schröder-Jahn
- 1968: Christian Geissler: Jahrestag eines Mordes – Regie: Dieter Munck
- 1969: Jaroslav Hašek: Kommandant der Stadt Bugulma – Regie: Dieter Munck
- 1969: Horst Zahlten: Hotel Auferstehung – Regie: Andreas Weber-Schäfer
- 1969: Reinhard Schober: Experiment Methusalem – Regie: Andreas Weber-Schäfer
- 1969: Horst Zahlten: Absolut Null – Regie: Andreas Weber-Schäfer
- 1984: Grant Eustace: Des Meeres, der Mafia und der Liebe Wellen ... – Regie: Klaus Mehrländer
- 1987: A. M. de Jong: Der große Sommer geht zu Ende (2 Teile) – Regie: Lothar Schluck
- 1987: Werner Boder: Jahresthemen 1871 oder: Wie man einen Kaiser macht – Regie: Thomas Köhler
- 1988: Hans Werner Knobloch: Die Maschine, die sprechen kann (2 Teile) – Regie: Lothar Schluck